# Крекінг-установка в Умм-Саїді (QAPCO)
Крекінг-установка в Умм-Саїді (QAPCO) — складова частина нафтохімічного майданчика компанії Qatar Petrochemical Company (QAPCO), розташованого за три десятки кілометрів на південь від столиці Катару Дохи.
Введена компанією QAPCO в дію у 1981 році, установка парового крекінгу в Умм-Саїді стала першим виробництвом такого типу в Катарі. Наразі вона має потужність по етилену на рівні 840 тисяч тонн, для отримання якого здійснює піроліз етану, вилученого під час переробки природного газу (завдяки родовищу Північне Катар є одним зі світових лідерів за запасами цієї корисної копалини). Як попутний продукт із газу також вилучають 70 тисяч тонн сірки.
Етилен в подальшому в основному використовують на трьох лініях полімеризації у поліетилен низької щільності загальною потужністю 780 тисяч тонн (введені у дію в 1981, 1996 та 2012 роках). Частина цього олефіну споживається компанією Qatar Vinyl Company для виробництва дихлориду етилену, котрий в подальшому може експортуватись морським шляхом або перероблятись на мономер вінілхлориду. Наразі остання компанія має річну потужність у 180 тисяч тонн дихлориду етилену та 335 тисяч тонн мономеру (додатковий етилен вона може отримувати по трубопроводу Рас-Лаффан – Умм-Саїд від установки парового крекінгу в Рас-Лаффані).
Qatar Petrochemical Company є спільним підприємством  Industries Qatar (80%) та французького енергетичного гіганту Total (20%).